# Ривервју Парк (Пенсилванија)
Ривервју Парк (енгл. Riverview Park) насељено је место без административног статуса у америчкој савезној држави Пенсилванија.

## Демографија
По попису из 2010. године број становника је 3.380.
| Група             | 2000.    | 2010.         |
| Белци             | 0 (0,0%) | 2.846 (84,2%) |
| Афроамериканци    | 0 (0,0%) | 128 (3,8%)    |
| Азијати           | 0 (0,0%) | 111 (3,3%)    |
| Хиспаноамериканци | 0 (0,0%) | 271 (8,0%)    |
| Укупно            | 0        | 3.380         |